# Шираз (вино)
Вино Шираз відноситься окремо до двох різних відомих вин. Історично ця назва стосується вина, виробленого в районі міста Шираз в Персії/Ірані.
«Шираз» у нинішню епоху є альтернативною назвою винограду Сира, який використовується, в основному, в Австралії та ПАР. Сучасний виноград «Шираз» походить з південно-східної Франції, не маючи встановленого зв'язку з містом Шираз у Персії (Іран).

## Історія

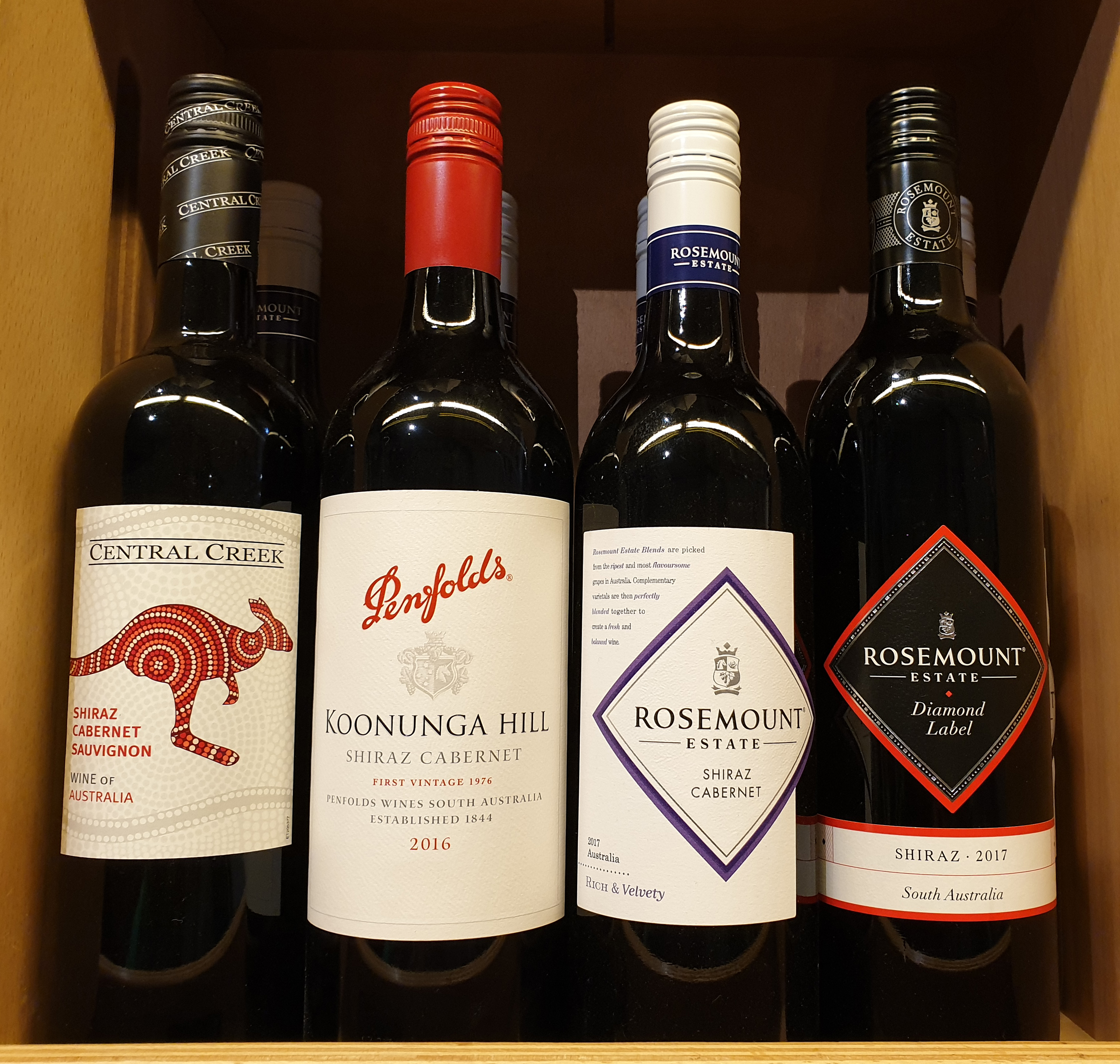
Чотири пляшки вина Шираз в магазині метро в Лінці, Австрія

Місто Шираз зарекомендувало себе як виробник найкращих вин у світі ще до дев'ятого століття. Місто було винною столицею Ірану. У 17 столітті був задокументований експорт вин Шираз європейськими купцями. У 17-19 століттях захоплені англійські та французькі мандрівники регіону описали вино вирощене поблизу міста Шираз. Вино мало більш розбавлений характер завдяки зрошенню. Найкращі вина Шираз фактично вирощувались на терасових виноградниках навколо села Холлар. Ці вина були білими та існували у двох різних стилях: сухі — для пиття молодих та солодкі — для витримки. Останні вина порівнювали із «старим хересом», а з витримкою п'яти років мали прекрасний букет та горіховий смак. Сухі білі вина Шираз (але не солодкі) ферментували зі значним контактом стебла, що мало б зробити ці вина багатими на дубильні речовини .
Хоча мандрівники описували вина як білі але ампелографічних описів лоз чи винограду немає. Венеційський купець і мандрівник Марко Поло писав про вино, а інші класичні розповіді описують лози.
Британський поет Едвард Фіцджеральд пізніше переклав з перської мови" Рубаї Омара Хаяма", в якому вихваляються вином Шираз.
У сучасному Ірані вино виробляти легально заборонено через політичні погляди. До ісламської революції 1979 року в Ірані було до 300 винзаводів, яких в теперішній час немає. У цілому Іран більше не є виноробною країною, однак іранським християнам дозволено законом бродити вино.

## Сучасна епоха
В даний час немає підтвердженого зв'язку між містом Шираз і сучасним червоним сортом винограду «Шираз», висадженим в Австралії, Південній Африці, Канаді, США та деяких інших країнах. Сучасний виноград Шираз, відомий як ідентичний винограду Сира, був привезений до Австралії Джеймсом Басбі, батьком австралійського вина. Басбі подорожував Іспанією та Францією та збирав живці лози, які і стали основою австралійської виноробної промисловості.